# Alfred Hage (landbrugsminister)
 Der er flere personer med dette navn, se Alfred Hage (handelsmand).
Alfred Peter Anton Hage (født 30. maj 1843 i København, død 30. april 1922 på Oremandsgård, Allerslev) var en dansk godsejer, kammerherre, hofjægermester, cand.polit. og landbrugsminister fra De Nationalliberale og siden Højre. Han var den første formand for Danmarks Naturfredningsforening 1911-1915.
Han var søn af Alfred Anton Hage og bror til Johannes Hage. Han blev student fra Borgerdydskolen på Christianshavn 1861, cand.polit. 1866, arvede Oremandsgård og Kallehave Færgegård 1872 samt ejer af Snapparp i Skåne 1892-98.
Hage var formand for Allerslev Sogneråd 1874-86, næstformand i Præstø Amts Landboforening 1882-1902, repræsentant i Nationalbanken 1889-94, direktør i Sparekassen for Præstø By og Omegn fra 1876, medlem af bestyrelsen for Dansk Forening for Lystsejlads 1883 og for Sjællands Stifts Forsvarsforening 1882, formand for Østifternes Haveselskab fra 1889, præsident for De samvirkende danske Haveselskaber 1910, formand for Foreningen Skolehaven fra 1905, medlem af Forsikringsselskabet Danmarks repræsentantskab fra 1890, af dets bestyrelse fra 1903. Han var Kommandør af 1. grad af Dannebrogordenen og Dannebrogsmand.
Folketingsmand for Præstøkredsen 1892-95; kongevalgt Landstingsmand fra 1895: landbrugsminister i Ministeriet Hørring 1897-1900, medlem af Forsvarskommissionen 1902-08 og formand for Højres repræsentantskab 1903.
Han var gift med Emily, f. Brockdorff (1849-1930).